# Salon des Refusés
Salon des Refusés foi uma exposição paralela ao Salon de Paris, em 1863. No Salon des Refusés ("Salão dos Recusados", em francês), foram expostas as obras de arte recusadas no salão oficial, que era destinado aos artistas membros da Real Academia Francesa de Pintura e Escultura.
A exposição paralela foi organizada por determinação do imperador Napoleão III, em resposta aos fortes protestos dos artistas recusados. Acabou atraindo grande público, que visitou a mostra disposto a ridicularizar as obras dos recusados, dentre eles Manet e Cézanne.
Apesar da reação desfavorável aos trabalhos expostos, o Salon des Refusés passou a ser um forte concorrente ao salão da academia e, a partir daquele ano, muitos artistas passaram a organizar exposições independentes, dentre eles, destacam-se os impressionistas, em 1874.
Assim, o Salão dos Recusados é tido como um marco para o surgimento da pintura moderna.